# Arsk
Arsk ou Archa (em russo:  Арск; em tártaro:  Арча) é uma cidade e município do Tartaristão, Rússia. Está situada às margens do rio Kazanka, a 65 km de Kazan. É a sede do distrito de Arsky.